# دهه ۹۰۰ (پیش از میلاد)
دهه ۹۰۰ (پیش از میلاد) ۹۰مین دهه قبل از مبدا شروع تقویم میلادی است.

## مناسبت‌ها
==رویدادها==زسطببسط